# Off Shore (film)
Off Shore je německý hraný film z roku 2012, který režíroval Sven Matten podle vlastního scénáře. Film vypráví příběh mladíka, který přijíždí na Kanárské ostrovy hledat svého otce.

## Děj
Andi přijíždí po skončení studií na prázdniny na Fuerteventuru s dvěma cíli. Jednak se zapsal do surfařského kursu a dále chce najít svého otce, který kdysi odešel od rodiny a Andi ho zná jen z fotografií. Instruktorkou kursu je Tina, se kterou se později sblíží. Rovněž se seznámí s místním mladíkem Pedrem, který tráví celé dny surfingem. Otce se mu podaří najít, pracuje jako barman v místním hotelu. Ale jeho vztah k otci je napjatý, neboť mu nemůže zapomenout, že opustil jeho těhotnou matku. Rovněž cítí, že ho stále více přitahuje Pedro a snaží se s ním trávit co nejvíce času. Když se odhodlá Pedrovi povědět o svých citech k němu, dozví se, že Pedro je jeho nevlastní bratr. Jeho vztah k otci se tím ještě zhorší.

## Obsazení
| André Würde      | Andi               |
| Alexandra Sydow  | Tina               |
| Benjamin Martins | Pedro              |
| Marko Pustisek   | Chris, Andiho otec |